# 长沙府

长沙府在湖南省的位置（1820年）

长沙府，为五代十国之马楚、明朝和清朝的府，是湖南省历史上的行政区划单位，以今长沙市辖域为中心，包括周边邻近地区。
五代后梁天成二年（927年），马殷建楚国，改潭州为长沙府，作国都。北宋乾德元年（963年），复置潭州。
明朝洪武五年（1372年），潭州府改名为长沙府，隶湖广布政使司，辖11县1州：长沙县、善化县、湘潭县、湘阴县、宁乡县、浏阳县、醴陵县、益阳县、湘乡县、攸县、安化县、茶陵州，府治长沙城。明朝属湖广布政司。清朝康熙年间，长沙府改隶属湖南省；民国元年（1912年），裁并长沙、善化两首县为长沙府直辖地，次年裁府留县。

## 延伸阅读
[在维基数据编辑]
 《欽定古今圖書集成·方輿彙編·職方典·長沙府部》，出自陈梦雷《古今圖書集成》